# Acordo sobre Compras Governamentais
O Acordo sobre Compras Governamentais (GPA) é um acordo multilateral sob os auspícios da Organização Mundial do Comércio (OMC) que regula as contratações governamentais de bens e serviços pelas autoridades públicas das partes no acordo, com base nos princípios de abertura, transparência e não discriminação.
O acordo foi originalmente estabelecido em 1979 como o Código da Rodada de Tóquio sobre Compras Governamentais, que entrou em vigor em 1981 sob os auspícios do Acordo Geral de Tarifas e Comércio. Em seguida, foi renegociado em paralelo com a Rodada Uruguai em 1994, e esta versão entrou em vigor em 1º de janeiro de 1996. O acordo foi posteriormente revisado em 30 de março de 2012. O GPA revisado entrou em vigor em 6 de julho de 2014 e se aplica desde 1 de janeiro de 2021 a todos os membros.

## Partes
Os seguintes Membros da OMC são partes do acordo alterado de 1994:
| Signatário | Data de adesão         |
| --- | ---------------------- |
| Canadá | 1 de janeiro de 1996   |
| União Europeia com respeito Alemanha, Áustria, Bélgica, Dinamarca, Finlândia, França, Grécia, Irlanda, Itália, Luxemburgo, os Países Baixos, Portugal, Espanha e Suécia | 1 de janeiro de 1996   |
| Israel | 1 de janeiro de 1996   |
| Japão | 1 de janeiro de 1996   |
| Noruega | 1 January 1996         |
| Switzerland | 1 de janeiro de 1996   |
| Estados Unidos da América | 1 de janeiro de 1996   |
| Países baixos com respeito a Aruba | 25 de outubro de 1996  |
| Coreia do Sul | 1 de janeiro de 1997   |
| Hong Kong | 19 de junho de 1997    |
| Liechtenstein | 18 de setembro de 1997 |
| Singapura | 20 de outubro de 1997  |
| Islândia | 28 de abril de 2001    |
| União Europeia com respeito a Chipre, a República Tcheca, Estônia, Hungria, Letônia, Lituânia, Malta, Polônia, a Eslováquia e a Eslovênia                               | 1 de maio de 2004      |
| A União Europeia com respeito a Bulgária e Romênia | 1 de janeiro de 2007   |
| Taipei | 15 de julho de 2009    |
| Armênia | 15 de setembro de 2011 |
| União Europeia com respeito a Croácia | 1 de julho de 2013     |
| Montenegro | 15 de julho de 2015    |
| New Zealand | 12 agosto de 2015      |
| Ukraine | 18 de maio de 2016     |
| Moldova | 14 de junho de 2016    |
| Australia | 5 de maio de 2019      |
| Reino Unido | 1 de janeiro de 2021   |

Notas
1. ↑  Taiwan aderiu à OMC como o "Território Aduaneiro Separado de Taiwan, Penghu, Kinmen e Matsu", encurtado como "Taipei Chinesa"
2. ↑  O acordo foi aplicado ao Reino Unido como parte de sua adesão à UE de 1 de janeiro de 1996 a 31 de dezembro de 2020, no final do período de transição do Brexit

### Status de observador
Os seguintes membros da OMC obtiveram status de observador em relação ao GPA, com aqueles marcados com um asterisco (*) negociando adesão: Afeganistão, Albânia*, Argentina, Bahrein, Bielorrússia, Brasil*, Camarões, Chile, China*, Colômbia, Costa Rica, Costa do Marfim, Equador, Geórgia*, Índia, Indonésia, Jordânia*, Cazaquistão*, República do Quirguistão*, Macedônia do Norte*, Malásia, Mongólia, Omã*, Paquistão, Panamá, Paraguai, Filipinas, Rússia *, Arábia Saudita, Seychelles, Sri Lanka, Tajiquistão*, Tailândia, Turquia e Vietname.

## Órgão de Revisão sobre Desafios de Licitações
O Órgão de Revisão de Desafios de Licitações é um órgão criado pelos Estados Partes para permitir que os fornecedores contestem licitações governamentais irregulares. O Órgão de Revisão é independente e se esforça para processar cada caso de maneira expedita. O Órgão de Revisão também tem poderes para recomendar Medidas Provisórias Rápidas (RIMs), que podem ser recomendadas dentro de dias, quando um Órgão de Revisão encontra um caso "prima facie" para uma contestação de oferta.

## Associação do Reino Unido após Brexit
O Reino Unido aderiu ao acordo como parte de sua adesão à União Europeia (UE) a partir de 1º de janeiro de 1996. Após sua saída da UE em 1º de fevereiro de 2020, o acordo permaneceu em vigor durante o período de transição até 1º de janeiro de 2021. As discussões sobre a continuidade da adesão ao Reino Unido foram iniciadas em 27 de junho de 2018, e em outubro de 2020, o Reino Unido foi convidado a se tornar um partido por direito próprio no final da fase de transição.

## Ligações Externas
- The plurilateral Agreement on Government Procurement (GPA) (WTO)
- integrated Government Procurement Market Access Information Portal (e-GPA), um único ponto de disponibilização às informações de acesso ao mercado, provido pela OMC.